# Kjover
Kjover (af det færøske kjógvi) er fugle i familien Stercorariidae i mågevadefuglenes orden. Fjerdragten er brun og gråagtig. I størrelse varierer de mellem 96 cm (lille kjove) og 160 cm (brun storkjove) i vingespænd. Deres vægt varierer tilsvarende mellem 300 og 2000 g. Kjover forekommer i samtlige verdenshave.
Et typisk træk for familien er, at andre havfugle frarøves deres føde, og at overvintringen sker til havs, ofte efter langdistancetræk på tværs af ækvator. Artsbestemmelsen kan være vanskelig på grund af stor variation inden for den enkelte art, samtidig med at arterne ligner hinanden. Særlig de unge kjover er svære at artsbestemme, da de ikke findes i de gamle fugles farvefaser, men kan variere fra lyst hoved og krop til mørke individer.
Kjoverne ruger ved havkysterne og lægger 2 plettede æg. Æg og ungfugle bliver længe passet af forældrene og de bliver intensivt forsvaret mod formodede fjender.
I Danmark forekommer alle de fire nordlige arter på træk, især om efteråret. Hyppigst er almindelig kjove, mens mellemkjove og storkjove oftest ses i mindre antal, og lille kjove er sjælden.
Almindelig kjove og storkjove er almindelig i Nordatlanten, hvor de yngler på Shetland, Færøerne og Island.
Kjoverne blev tidligere inddelt i to slægter, men nyere DNA-studier har vist, at de bør anbringes i samme slægt. De fleste forskere har valgt slægten Stercorarius
.

## Arter
- Stercorarius skua (Storkjove)
- Stercorarius antarctica (Brun storkjove)
- Stercorarius chilensis (Chilestorkjove)
- Stercorarius maccormicki (Sydpolarkjove)
- Stercorarius pomarinus (Mellemkjove)
- Stercorarius parasiticus (Almindelig kjove)
- Stercorarius longicaudus (Lille kjove)

- Almindelig kjove der jager en ride
- Almindelig kjove
- Storkjove i angreb
- Kjoveunge